# يوليوس غريغوري
يوليوس غريغوري (بالإنجليزية: Julius Gregory)‏ هو لاعب كرة قدم أمريكية أمريكي، ولد في 18 مايو 1988 في بورتسموث في الولايات المتحدة.